# James Thompson
James Thompson (York, 26 de abril de 1974) é um piloto automobilístico do Reino Unido que esteve no WTCC entre 2005 é 2008.
No fim da temporada de 2008, a falência da Honda fez que James Thompson desistisse devido a não conseguir equipe, e regressou ao BTCC.